# Maja Forsslund
Ingeborg Augusta Maria "Maja" Forsslund, född 20 november 1878 i Kopparberg, död 2 november 1967, var en svensk folkminnesupptecknare och hembygdsvårdare i Kopparberg. Hon deltog i uppbyggnaden av Nya Kopparbergs Bergslags Hembygdsförening och museerna i Ljusnarsberg och Kopparberg.

## Tidigt liv
Maja Forsslund föddes 1878 i Kopparberg i Bergslagen. Hon var dotter till den på orten framträdande grosshandlaren Carl Fredrik Forsslund och Augusta Christina Öhman. Även modern härstammade från en handelsman, Erik Eriksson Öhman. Utöver affärsframgångar hade Maja Forsslunds far flera kommunala förtroendeuppdrag.
Maja Forsslunds sex år äldre bror, Karl-Erik, hade i början av 1900-talet deltagit aktivt i grundandet av Brunnsviks folkhögskola. Han var en i offentligheten känd person med ett författarskap särskilt engagerat för hembygden och naturen i Dalabergslagen. Den mest kända boken, förutom storverket Med Dalälven från källorna till havet, hade den korta titeln Storgården och handlade om Karl-Erik och Fejan Forsslunds idealtypiska hem vid Väsman intill den framväxande arbetarfolkhögskolan i Ludvikatrakten.

## Samhällsengagemang
Maja Forsslund höll fast vid uppväxtplatsen Kopparberg, en bygd rik på historia. Hennes samhällsengagemang började tidigt. Hon var länge aktiv i Kopparbergs lokalavdelning av Föreningen för kvinnans politiska rösträtt (FKPR), som bildades 1906. Detta framgår bland annat av hennes artikel om kvinnorörelsen i hembygdsboken Från Ljusnarsbergen 1921. I denna skrift bidrar hon med några avsnitt om folkrörelserna i Kopparberg. Maja Forsslunds utgångspunkt för sin verksamhet är den klassiska med böcker och föredrag som grundpelare i folkbildningsarbetet. Hon blev drivande och delaktig i bildandet 1919 av Kopparbergs-Ljusnarsbergs folkbildningsförening. Redan tidigare hade boksamlingar för folket skaffats på olika sätt via kyrkan, men genom Maja Forsslunds engagemang blev arbetet mer organiserat och föregångare till Ljusnarsbergs bibliotek.

## Folkminnesuppteckning
Vid midsommartid 1920 anordnade Västmanlands-Dala nation, utgående från studenter i Uppsala, en hembygdskurs i Kopparberg. Samma sommar exponerades här också en stor hemslöjdsutställning. Kursen uppmuntrade och inspirerade dock till att den nya folkbildningsrörelsen främst skulle ägna sig åt de andliga folkminnena – framtidens bygdeminnen. Här betonade Carl Wilhelm von Sydow, en akademisk folklorist jämnårig med Maja Forsslund, hur viktigt det var att göra uppteckningsarbeten. Detta tog Maja Forsslund till sig och hon genomförde energiskt ett stort insamlingsarbete bland befolkningen i trakterna kring Kopparberg.
Det upptecknade materialet förvaras nu i Örebro läns bildningsförbunds folkminnesarkiv och vissa delar vid motsvarande arkiv i Uppsala. Maja Forsslund påpekade själv att uppteckningarna var gjorda av en lekman. Denna typ av upplysta lekmän och kvinnor utförde ett ovärderligt arbete ute i bygderna när det gäller uppteckningar. Här kan man jämföra med Märta Tamm-Götlinds insatser tillsammans med sin man Johan Götlind i Västergötland.
Sommarkursen 1920 resulterade även i den ovan nämnda skriften Från Ljusnarsbergen. Men det skulle dröja till 1960 innan det blev tillfälle för den åldrade Maja Forsslund att ge ut en del av det stora intervjumaterialet i tryck i den stora hembygdsboken Ljusnars-Kopparberg, som publicerades av Nya Kopparbergs Bergslags Hembygdsförening. Hembygdsföreningens epitet ”Nya” användes för att särskiljas från Stora Kopparberg i Dalarna. Föreningen hade bildats 1923 och Maja Forsslund tillhörde dess inre kärna.

## Död
Maja Forsslund avled 1967 och ligger begraven vid Ljusnarsbergs kyrka i familjegraven för hennes morfar Erik Eriksson Öhman i Finnhyttan.

## Eftermäle
Maja Forsslunds insatser för uppteckningar av de andliga folkminnena i Kopparberg var således betydande. Hon deltog också i insamlingen av föremål till ett flertal museisamlingar som byggdes upp av hembygdsföreningen. En mer personlig text författade hon till hembygdsbokens första del 1960 under rubriken ”En färd genom Kopparbergs kyrkby för hundra år sedan”. I texten mindes hon tillbaka till sina förfäders verksamhet i det gamla gruvsamhället.